# Didemnum levitas
Didemnum levitas är en sjöpungsart som beskrevs av Kott 200. Didemnum levitas ingår i släktet Didemnum och familjen Didemnidae. Inga underarter finns listade i Catalogue of Life.